# پیتر پاروس
پیتر پاروس (انگلیسی: Peter Parros؛ زادهٔ ۱۱ نوامبر ۱۹۶۰) بازیگر، فیلم‌نامه‌نویس و تهیه‌کننده فیلم اهل ایالات متحده آمریکا است. در مصاحبه‌ای، او مراحل اولیه بازیگری خود را کاملاً متفاوت از آنچه سایر بازیگران زن و مرد می‌دیدند، توصیف کرد. او گفت: «چیزی که مرا جذب کرد، کیفیت شکسپیرگونه بازیگری نبود. من می‌خواستم آرنولد شوارتزنگر سیاه‌پوست باشم.»
از فیلم‌ها یا برنامه‌های تلویزیونی که وی در آن نقش داشته است، می‌توان به کسل، ساینفلد، پیشتازان فضا: نسل بعدی، سی‌اس‌آی: میامی و استخوان‌ها و نایت رایدر اشاره کرد.